# Viktoria Tolstoy
Viktoria Tolstoy (nome d'arte di  Louise Viktoria Kjellberg; 29 giugno 1974) è una cantante svedese  dedita soprattutto al jazz.

## Biografia
Figlia di Erik Kjellberg, è pro-pronipote di Lev Tolstoj, per linea materna. Dal 2001 al 2008 è stata sposata col designer Per Holknekt: il matrimonio è terminato col divorzio.
In attività dal 1994, ha finora inciso 11 album.

## Discografia
- 1994 – Smile, Love and Spices
- 1996 – För Älskad
- 1997 – White Russian
- 2001 – Blame It On My Youth
- 2004 – Shining on You
- 2005 – My Swedish Heart
- 2006 – Pictures Of Me
- 2008 – My Russian Soul
- 2011 – Letters to Herbie
- 2013 – A Moment of Now (con Jacob Karlzon)
- 2017 - Meet Me at the Movies (con Iiro Rantala)